# Grauschwanzwasserläufer

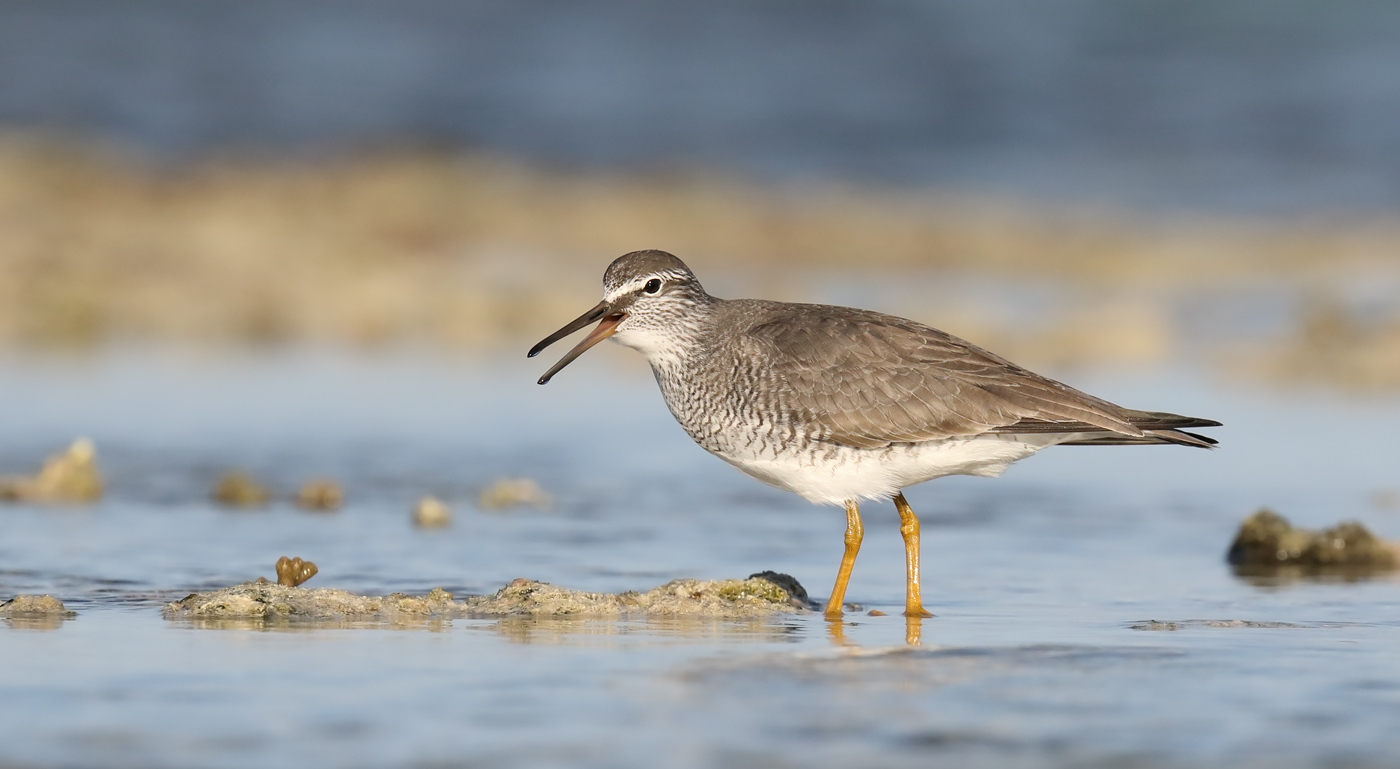
Grauschwanzwasserläufer

Der Grauschwanzwasserläufer (Tringa brevipes, Syn.: Heteroscelus brevipes), auch Ostsibirischer Wanderwasserläufer oder Graubürzel-Wasserläufer genannt, ist eine monotypische Vogelart aus der Familie der Schnepfenvögel. Die IUCN stuft den Grauschwanzwasserläufer als nicht gefährdet (least concern) ein.

## Erscheinungsbild
Der Grauschwanzwasserläufer erreicht eine Körperlänge von 24 bis 27 Zentimetern. Die Flügelspannweite beträgt 50 bis 65 Zentimeter. Das Gewicht variiert zwischen 85 und 115 Gramm.
Im Prachtkleid sind Oberkopf, Nacken, Schwanz und Flügeldecken des Grauschwanzwasserläufers blass schiefergrau. Die Federn haben teilweise weiße Spitzen, was der Körperoberseite ein leicht geflecktes Muster gibt. Ein auffälliger weißer Augenüberstreif verläuft von der Stirn bis zum Hinterkopf. Ein zweiter, dunklerer Streif verläuft darunter von der Schnabelbasis über die Augen. Die dunklen Augen sind von einem sehr dünnen weißen Augenring umgeben, der durch den dunklen Augenstreif besonders auffällt. Die Wangen, der Vorderhals und die Vorderbrust sowie die Brustseiten weisen eine feine graue Strichelung auf. Der Bauch ist weiß. Im Schlichtkleid ist die Ähnlichkeit zum nearktischen Wanderwasserläufer sehr ausgeprägt, der Grauschwanzwasserläufer ist dann aber insgesamt blasser grau gefärbt. Jungvögel ähneln den adulten Vögeln im Schlichtkleid. Die Dunenküken sind auf der Körperoberseite grau und auf der Körperunterseite weißlich.

## Verbreitung
Der Grauschwanzwasserläufer kommt nur in der Paläarktis vor und hat ein lückenhaftes Verbreitungsgebiet. Er brütet am nördlichen Flusslauf des Jenissei und lückig in dem Gebiet zwischen dem Fluss Lena bis in den Westen der Tschuktschenhalbinsel sowie auf Kamtschatka. Sein Lebensraum sind die Ufer an Flüssen mit einem steinigen Flussbett in Bergregionen.
Der Grauschwanzwasserläufer ist ein Zugvogel, der im Winterhalbjahr in Küstengebieten in Indonesien und Australasien überwintert. Einige wenige Vögel dieser Art bleiben jedoch auch im Winter in der Umgebung von heißen Quellen auf der Kamtschatka-Halbinsel.

## Lebensweise
Der Grauschwanzwasserläufer frisst Wirbellose. Er pickt vor allem Insektenlarven von der Wasseroberfläche oder dem Boden der Uferzone. Im Winterhalbjahr lebt der Grauschwanzwasserläufer gesellig, während er in seinem Brutgebiet eher einzelgängerisch lebt. Er geht eine monogame Paarbeziehung ein, insgesamt ist aber bis jetzt die Brutbiologie dieser Art noch nicht gut erforscht.
Das Nest wird am Ufer schnell fließender Flüsse errichtet. Ähnlich wie der Wanderwasserläufer nutzt der Grauschwanzwasserläufer aber auch aufgegebene Baumnester anderer Vogelarten. Das Gelege besteht in der Regel aus vier Eiern. Diese haben eine blassblaue Schalenfarbe und sind schwarz gesprenkelt. Die Brutzeit beträgt vermutlich 23 Tage. Beide Elternvögel sind an der Brut beteiligt. Die Küken sind Nestflüchter, die von beiden Elternvögeln geführt werden. Sie sind vermutlich nach 20 Tagen flügge.

## Belege

### Einzelbelege
1. ↑  Tringa brevipes in der Roten Liste gefährdeter Arten der IUCN 2013.2. Eingestellt von: BirdLife International, 2012. Abgerufen am 14. Januar 2014.
2. ↑   Sale, S: 221
3. ↑   Sale, S. 221